# طبل (فیلم ۲۰۰۴)
«طبل» (انگلیسی: Drum (2004 film)) یک فیلم است که در سال ۲۰۰۴ منتشر شد. از بازیگران آن می‌توان به تای دیگز، گابریل مان، و جیسون فلمینگ اشاره کرد.